# IHF Super Globe de 2002
O IHF Super Globe de 2002 foi a segunda edição do torneio de clubes continentais, sediado em Doha, Qatar, entre os dias 3 a 9 de junho.
O Al Sadd SC foi o campão do torneio no sistema todos contra todos.